# Gabrielle Andrews
Gabrielle Andrews (ur. 23 grudnia 1996 w West Covina) – amerykańska tenisistka, mistrzyni wielkoszlemowych turniejów juniorskich Australian Open i US Open w grze podwójnej z 2012 roku.

## Kariera tenisowa
W maju 2011 roku otrzymała dziką kartę od organizatorów turnieju ITF w Carson w Kalifornii do udziału w rozgrywkach fazy głównej gry singlowej i deblowej. W singlu w pierwszej rundzie pokonała Amandę Fink i przegrała w drugiej z Teodorą Mirčić. W deblu, w parze z Taylor Townsend, odpadła w pierwszej rundzie.
W styczniu 2012 roku, ponownie z Townsend, wygrała juniorski Australian Open, pokonując w finale parę Irina Chromaczowa–Danka Kovinić. Podczas US Open ponownie zwyciężyła w rywalizacji deblowej dziewcząt. Wspólnie z Townsend pokonały Belindę Bencic i Petrę Uberalovą 6:4, 6:3.

## Finały juniorskich turniejów wielkoszlemowych

### Gra podwójna (3)
| Końcowy wynik | Rok  | Turniej         | Nawierzchnia | Partnerka       | Przeciwniczki                   | Wynik finału   |
| Finalistka    | 2011 | US Open         | Twarda       | Taylor Townsend | Irina Chromaczowa Demi Schuurs  | 4:6, 7:5, 10-5 |
| Zwyciężczyni  | 2012 | Australian Open | Twarda       | Taylor Townsend | Irina Chromaczowa Danka Kovinić | 5:7, 7:5, 10-6 |
| Zwyciężczyni  | 2012 | US Open         | Twarda       | Taylor Townsend | Belinda Bencic Petra Uberalová  | 6:4, 6:3       |